# Burilčevo
Burilčevo (makedonsky: Бурилчево) je vesnice v Severní Makedonii. Nachází se v opštině Češinovo-Obleševo ve Východním regionu.

## Geografie
Vesnice se nachází v údolí Kočanska kotlina, západně od města Kočani. Leží v nadmořské výšce 460 metrů.

## Demografie
Podle sčítání lidu z roku 2002 žije ve vesnici 173 obyvatel, všichni se hlásí k makedonské národnosti.
| Rok          | 1900 | 1905 | 1948 | 1953 | 1961 | 1971 | 1981 | 1991 | 1994 | 2002 |
| ------------ | ---- | ---- | ---- | ---- | ---- | ---- | ---- | ---- | ---- | ---- |
| Obyvatelstvo | 100  | 314  | 178  | 196  | 240  | 251  | 218  | 192  | 163  | 173  |